# 八方隆邦
八方 隆邦（はっぽう たかくに、1941年11月22日 - ）は、日本の技術者。東京急行電鉄元取締役副社長。東急建設元取締役会長。国土交通省中央建設業審議会委員を歴任。

## 略歴
1964年 大阪工業大学工学部土木工学科（現在の都市デザイン工学科）卒業後、東京急行電鉄に入社。 1992年 交通事業部工務部土木課長、1998年 交通事業部長。1999年 取締役鉄道事業本部長。2001年 常務取締役。2005年 専務取締役。2006年 同社代表取締役副社長。2012年 系列グループの東急建設取締役相談役、2014年 同社取締役会長。